# Sepsi Enikő
Sepsi Enikő (Székesfehérvár, 1969. szeptember 17. – ) egyetemi tanár, a Színház- és Filmművészeti Egyetem rektora.

## Tanulmányok
1988-tól 1993-ig az ELTE BTK magyar-francia szakos hallgatója, illetve az Eötvös József Collegium tagja volt. 1994 és 1995 között a Párizs-Sorbonne Egyetem Francia- és Összehasonlító Irodalom Tanszékén folytatott tanulmányokat. Doktori tanulmányait 1996 és 2000 között a Sorbonne, a párizsi École Normale Supérieure és az ELTE Irodalomtudományi Doktori Programjának keretében végezte. 2003-ban megvédett disszertációjának címe: Le « théâtre » de János Pilinszky (points de rencontres). 2001-től 2003-ig Bolyai János kutatási ösztöndíjas, majd 2005-től posztdoktori ösztöndíjasként a Párizs XII-es Egyetemen tanított.

## Szakmai tevékenység
1995 és 2009 között az Eötvös Collegiumban főállású tanárként dolgozott, emellett a Francia Műhely és a francia kapcsolatok vezetője volt. 1999-től 2009-ig igazgatóhelyettesi, 2001-ben ügyvezető igazgatói feladatokat is ellátott. Bevezette a kortárs francia költészet oktatását és fordítását az egyetemi curriculumba, és ehhez tananyagot, majd tankönyvet is írt. A fordított költőkhöz, később színházi és színházelméleti alkotókhoz élő munkakapcsolat fűzte és fűzi (Yves Bonnefoy, Jean-Michel Maulpoix, Patrice Pavis, Valère Novarina). A párizsi École Normale Supérieure több alkalommal hívta meg vendégelőadónak Yves Bonnefoy vagy Alain életművét vizsgáló workshopokra, kérte fel Ady, Pilinszky János és Novarina életművével kapcsolatos előadásokra, publikációkra.
2002 januárjától a Balassi Bálint Intézet miniszteri megbízottja volt, az annak létrehozásával kapcsolatos feladatok ellátására. 2002. február 1-jétől 2003. május 31-éig általános főigazgató-helyettesként dolgozott. 
2005 és 2007 között a Mindentudás Egyeteme nemzetközi – tudományos, média- és marketingkapcsolatainak vezetője volt. 2008-tól 2009-ig részt vett az Eötvös Collegium, a párizsi École normale supérieure és a pisai Scuola Normale Superiore közötti kiválósági hálózat létrehozásában és működtetésében.
A hazai szakkollégiumi kiválósági központokra vonatkozó törvényjavaslat kezdeményező kidolgozója.
2009-től főtitkári feladatokat látott el a Károli Gáspár Református Egyetemen, 2010-től 2019-ig a Bölcsészettudományi Kar dékánja. Dékánsága alatt a KRE BTK az ország elismert bölcsészkarává vált, megduplázódott a hallgatói létszáma, és mintegy 40 új szak alapítására került sor. A szervezeti átalakítások mellett bevezetésre került az ún. Tréninghét, amely egyrészt a szervezetfejlesztés és stratégia-alkotás, majd implementáció eszköze lett vezetői és oktatói workshopjaival, képzéseivel, illetve a hallgatóknak az egyetemi curriculumon kívüli szakmai, lelki és egészségfejlesztő programokat nyújt. 2011-ben kezdeményezésére indult el a KRE és a L’Harmattan könyvsorozata, a Károli Könyvek, melynek sorozatszerkesztője lett. Megalapította az Interkulturális Kutatócsoportot és Fordítóműhelyt, 2012-ben pedig a Művészettudományi és Szabadbölcsészet Intézetet, amelyet 2023. szeptember 1-jéig vezetett. 2015-ben kezdeményezte a Benda Kálmán Bölcsészet- és Társadalomtudományi Szakkollégium megalapítását, és az építési munkálatok befejezése után, annak 2017-ben első igazgatója lett.
2023. szeptember 6-ától a Színház- és Filmművészeti Egyetem rektora.

## Szakterületei
Modern és kortárs francia és magyar költészet, színháztudomány, fordítástudomány, vallástudomány (modern és kortárs misztika).
Az "én" szűkös horizontját meghaladni kívánó költői, színházi és filozófiai életművek találkozási pontjai érdeklik különösen (Pilinszky János és Robert Wilson, Mallarmé és Yves Bonnefoy, Valère Novarina, Simone Weil): Pilinszky János költői színházi vízióját először vizsgálta a Columbia Egyetem és a New York-i Wilson Archívum kiadatlan dokumentumai és A süket pillantása amatőr felvétele alapján 1998-ban („Pilinszky János költészete a hatvanas-hetvenes években és Robert Wilson színháza”, in Merre, hogyan? Tanulmányok Pilinszky Jánosról, Petőfi Irodalmi Múzeum, 1997, 139-153.), majd a 2003-ban Párizsban megvédett doktori disszertációjában, illetve a 2014-ben franciául és 2015-ben magyarul kiadott könyvében. Az amerikai McFarland Text & Presentation c. könyvsorozatában megjelent tanulmánya már a rítuskutatások felől közelít ehhez a színházi találkozáshoz. Yves Bonnefoy életművének magyarországi bevezetésében úttörő szerepet vállalt. Valère Novarina életművének színháztudományi beágyazásában úgyszintén (Magyarországon, Franciaországban és az USA-ban). Simone Weil gondolatvilágának poétikai konzekvenciáiról először rendezett Jérôme Thélot-val konferenciát a párizsi ENS-ben (könyvalakban is megjelent 2007-ben Simone Weil et le poétique címmel a párizsi Kimé kiadónál), és Vető Miklós felkérésére részt vett a Simone Weil centenáriumi konferencia szervezésében, a konferencia anyagaiból készült kötet szerkesztésében, mely Párizsban és Budapesten is megjelent (Simone Weil – philosophie, mystique, esthétique; Simone Weil – filozófia, misztika, esztétika).

## Díjak, elismerések
- 2010-ben a francia miniszterelnök adományozta Akadémia Pálmák Lovagi fokozata kitüntetésben (Chevalier dans l’Ordre des Palmes Académiques) részesült a tudomány, az oktatás és a francia kapcsolatok terén elért kiemelkedő eredményért.
- 2014-ben, 2015-ben, 2016-ban és 2022-ben is elnyerte a KRE BTK „Év publikációja” díjat.
- 2019-ben a KRE Buda Béla Mentálhigiénés Forrásközpont Buda Béla Díjában részesült.
- 2020-ban a KRE Pro Universitate díjával tüntették ki.
- 2022-ben A Magyar Érdemrend lovagkeresztje
- 2023-ban a KRE Szenczi Molnár Albert Díjával tüntették ki.

## Szervezeti tagságok
- MTA Színház- és Filmtudományi Állandó Bizottság, szavazati jogú tag (2021-)
- MTMT Koordinációs Testület, tag (a MAB képviseletében, 2021-)
- MTMT Tudományos Tanács, tag (a MAB képviseletében, 2021-)
- MAB Programakkreditációs Kollégium, elnök (2020-)
- MAB Stratégiai és Minőségfejlesztési Bizottság, tag (2020-)
- MAB Plénum, tag (2018-)
- MAB Bölcsészettudományi Bizottság, tag (2018-)
- International Comparative Literature Association (ICLA) Research Committee on Religions, Ethics and Literature, tag (2018-)
- Magyar Kommunikációtudományi Társaság, tag (2018-)
- Magyar Műfordítók Egyesülete, tag (2017-2021)
- CEACS (Central European Association for Canadian Studies), tag (2012-)
- MRE Doktorok Kollégiuma (Vallástudományi, majd Irodalomtudományi szekció), tag (2012-)
- Magyar UNESCO Bizottság (Társadalomtudomány), tag (2012-2017)
- MAB, szakértő (2012-)
- Károli Gáspár Református Egyetem Tudományos Tanácsa, tag (2011-)
- Association des Membres de l’Ordre des Palmes académiques, tag (2010-)
- Association des Anciens Boursiers du Gouvernement français, elnök (2006-2013)
- Eötvös József Collegium Kuratóriuma, tag, majd póttag (2004-2009)
- MTA köztestületének tagja (2004-)(Bolyai János kutatási ösztöndíj, 2001-2003)
- Francia Egyetemközi Központ Tudományos Tanácsa, tag (2003-2005)
- Eötvös József Collegium Baráti Köre Választmánya, tag (2002-2012)
- Tudástársadalom Alapítvány Kuratóriuma, tag (2002–2010)

## Könyvek
Monográfiák:
- Poetic Images, Presence, and the Theater of Kenotic Rituals, London and New York, Routledge, Taylor & Francis Group, 2021

 Open Access formátum
- A szürrealizmus utáni francia költészet, Budapest, KRE – L’Harmattan, (Károli Könyvek. Jegyzet), 2020
- Kép, jelenlét, kenózis a kortárs francia költészetben és Valére Novarina színházában, Budapest, L’Harmattan, (Károli Könyvek. Monográfia), 2017
- Pilinszky János mozdulatlan színháza. Mallarmé, Simone Weil és Robert Wilson műveinek tükrében, Budapest, L’Harmattan, (Károli Könyvek. Monográfia), 2015
- Le "théâtre" immobile de János Pilinszky – lu dans l'optique de Mallarmé, Simone Weil et Robert Wilson, Paris, L'Harmattan, 2014

Fontosabb szerkesztett/fordított kötetek:
- Pilinszky János színházi és filmes víziója ma, szerk. Sepsi Enikő, Maczák Ibolya, Bp., KRE – L’Harmattan, (Károli Könyvek. Tanulmánykötet), 2022
  - A Károli Gáspár Református Egyetem – partnerségben a Petőfi Irodalmi Múzeummal, a Nemzeti Színházzal, a Csokonai Színházzal, az Országos Színháztörténeti Múzeum és Intézettel, a kolozsvári Babeş-Bolyai Tudományegyetemmel, a Petőfi Kulturális Ügynökség támogatásával 2021. november 26-27-én ünnepi konferenciával, művészeti eseményekkel és hallgatói pályázatokkal ünnepelte Pilinszky János születésének 100., halálának 40. évfordulóját. A tanulmánykötet témája a Pilinszky János színházhoz és filmhez kapcsolódó tevékenysége, azaz színházi víziója, dráma- és kritikaírói munkássága, valamint ezek forrásai. Szó esik benne Pilinszky műveinek színházi és filmes feldolgozásairól, illetve ezek hatástörténetéről, utóéletéről is. Több tanulmány méltatja a szerző irodalom-, színház-, és filmtörténeti jelentőségét a műfajköziség lehetőségeinek maximális figyelembevételével. A kerekasztal-beszélgetésben résztvevő költők, színházi és filmes rendezők alkotásai, valamint a művészeti események fotói egészítik ki a kötetet.
- The Immediacy of Mystical Experience in the European Tradition, szerk. Vassányi Miklós, Sepsi Enikő, Daróczi Anikó, Springer International Publishing, Cham (Svájc), 2017
- Folyamatos megújulás: Reformáció(k) tegnap és ma, Studia Caroliensia, A Károli Gáspár Református Egyetem 2016-os évkönyve, szerk. Sepsi Enikő, Deres Kornélia, Homicskó Árpád Olivér, Budapest, KRE – L’Harmattan, 2017
- Yves Bonnefoy: Hollán Sándor: Harminc év elmélkedései, 1985-2015, ford. Gulyás Adrienn, Kovács Krisztina, Kovács Veronika, Makádi Balázs, Sepsi Enikő, Bp., KRE – L’Harmattan (Károli Könyvek. Műfordítás, forrás), 2016
- Nyelv, kultúra, identitás, Studia Caroliensia, A Károli Gáspár Református Egyetem 2015-ös évkönyve; szerk. Sepsi Enikő, Deres Kornélia, Czeglédy Anita, Szummer Csaba, Bp., KRE – L’Harmattan, 2016
- Vallás és művészet; szerk. Sepsi Enikő et al., Bp., KRE–L'Harmattan, (Károli Könyvek. Tanulmánykötet), 2016
- Tükör által. Tanulmányok a nyelv, kultúra, identitás témaköréből, szerk. Czeglédy Anita, Sepsi Enikő, Szummer Csaba, Bp., KRE–L'Harmattan, (Károli Könyvek. Tanulmánykötet), 2016
- A spirituális közvetítő, szerk. Vassányi Miklós, Sepsi Enikő, Voigt Vilmos, Bp., KRE–L'Harmattan (Károli Könyvek. Tanulmánykötet), 2015
- Contempler l'infini, szerk. Ádám Anikó, Sepsi Enikő, Stéphane Kalla, Bp., KRE – L’Harmattan, (Károli Könyvek. Monográfia), 2015
- Indigenous Perspectives of North America, szerk. Sepsi Enikő, Nagy Judit, Vassányi Miklós, Kenyeres János, Cambridge Scholars, Newcastle upon Tyne, 2014
- Másik otthon. Yves Bonnefoy az ezredfordulón; vál., szerk. Sepsi Enikő, ford. Bárdos László et al., Bp., PEN Club–Pluralica, 2014
- Confessionality and University in the Modern World – 20th Anniversary of "Károli" University, szerk. Sepsi Enikő, Balla Péter, Csanády Márton; Károli Gáspár University of the Reformed Church in Hungary, Bp., KRE–L'Harmattan, Bp., 2014
- Ki látott engem? Buda Béla 75, szerk. Spannraft Marcellina, Sepsi Enikő, Bagdy Emőke, Komlósi Piroska, Grezsa Ferenc; Bp., KRE – L’Harmattan, (Károli Könyvek. Tanulmánykötet), 2014
- Tudomány és Etika, Studia Caroliensia, A Károli Gáspár Református Egyetem 2012-es évkönyve, szerk. Sepsi Enikő, Bp., KRE – L’Harmattan, 2013
- Európa, Studia Caroliensia, A Károli Gáspár Református Egyetem 2011-es évkönyve, szerk. Sepsi Enikő, Bp., KRE – L’Harmattan, 2012
- Egyház, társadalom és művelődés Bod Péter (1712-1769) korában. A nagyenyedi és magyarigeni "Bod Péter háromszáz éve" konferencia (2012. május 2-3.) tanulmánykötete, szerk. Gudor Botond, Kurucz György, Sepsi Enikő, Bp., KRE–L'Harmattan (Károli Könyvek. Tanulmánykötet), 2012
- Simone Weil – philosophie, mystique, esthétique, szerk., G. Gutbrod, J. Janiaud, E. Sepsi, Paris, Archives Karéline, 2012
- Simone Weil – filozófia, misztika, esztétika. A budapesti magyar-francia-olasz Simone Weil-centenárium előadásai, szerk. Gutbrod Gizella, Sepsi Enikő, Budapest, Gondolat, 2011 (A Francia Intézet filozófiai füzetei, sorozatszerk. Vető Miklós)
- Valère Novarina: A cselekvő szó színháza (válogatás V. Novarina esszéiből), vál., szerk. és előszó Sepsi Enikő, ford. Kovács Veronika, Rideg Zsófia és Sepsi Enikő, Bp., Ráció, 2009
- Tudós tanárok az Eötvös Collegiumban, szerk. Sepsi Enikő, Tóth Károly, Bp., Ráció, 2009
- Le théâtre et le sacré. Autour de l'oeuvre de Valère Novarina, szerk. Sepsi Enikő, Bp., Ráció–Eötvös Collegium, 2009
- Cours de poésie française moderne et contemporaine, szerk. Sepsi Enikő, Bp., Typotex, 2008
- Enikő Sepsi, Jérôme Thélot, Jean-Michel Le Lannou (szerk.): Simone Weil et le poétique, Párizs, Editions Kimé, 2007
- Penser poétique. Études et traductions littéraires de la poésie française moderne et contemporaine, szerk. Sepsi Enikő, Bp., Argumentum–Eötvös Collegium, 2002 (Eötvös műhely).

Fontosabb tanulmányok:
- „Pilinszky színházi és filmes víziójának továbbélése versben, papírszínházban és színpadon”, in Sepsi Enikő – Maczák Ibolya (szerk.): Pilinszky János színházi és filmes víziója ma, Budapest, KRE – L’Harmattan, (Károli Könyvek. Tanulmánykötet), 2022
- Sepsi Enikő – Kasek Roland – Lázár Imre: Művészeti befogadás pszichofiziológiai vizsgálata Noldus Facereader segítségével, in Lázár Imre (szerk.): Érzelmek élettana járvány idején, Budapest, KRE – L’Harmattan, (Károli Könyvek. Tanulmánykötet), 2021, 212–227.